# Jack Jennings
Jack Jennings es un deportista estadounidense que compite en vela en la clase Star. Ganó dos medallas en el Campeonato Europeo de Star, plata en 2022 y oro en 2023.

## Palmarés internacional
| Campeonato Europeo | Campeonato Europeo     | Campeonato Europeo | Campeonato Europeo |
| Año                | Lugar                  | Medalla            | Clase              |
| ------------------ | ---------------------- | ------------------ | ------------------ |
| 2022               | Copenhague (Dinamarca) | Medalla de plata   | Star               |
| 2023               | Cannes (Francia)       | Medalla de oro     | Star               |

1. ↑  En algunas ediciones del Campeonato Europeo se permitió la participación de regatistas de otros continentes.